# Andrew Rein
Andrew Roland Rein (ur. 11 marca 1958 w Stoughton w stanie Wisconsin) – amerykański zapaśnik walczący w stylu wolnym. Wicemistrz olimpijski z Los Angeles w 1984 roku. Złoty medalista Igrzysk Panamerykańskich z 1979 roku. 4. miejsce na mistrzostwach świata w 1981. Drugie miejsce w Pucharze Świata w 1982.
Zawodnik University of Wisconsin-Madison. Dwa razy mistrzostwo w Big Ten (1978, 1980).